# Музей современного искусства (Базель)
Музей современного искусства (нем. Kunstmuseum Basel | Gegenwart, ранее нем. Museum für Gegenwartskunst) — художественный музей в швейцарском городе Базель, открытый в 1980 году; административно подчинён Базельскому художественному музею — в 2016 году был переименован; основой музейных фондов стала коллекция произведений искусства, собранная Джузеппе Панца ди Бьюмо, который в середине 1970-х годов предложил городу выставить целый ряд экспонатов — при условии, что для этого будут найдены подходящие помещения; с 1991 года городская администрация полностью покрывает эксплуатационные расходы музея. В музейной коллекции представлены произведения искусства, созданные с 1960-х годов и по сей день.

## История и описание
Музей современного искусства был открыт в Базеле в 1980 году под названием «Museum für Gegenwartskunst», став одним из первых в Европе публичных выставочных пространств, посвященных исключительно произведениям современного искусства. В XXI веке музей не является независимым культурным учреждением — он административно относится к Базельскому художественному музею, формально носящему название «Öffentliche Kunstsammlung Basel». Коллекция музея современного искусства объединяет работы из фондов художественного музея Базеля и Фонда Эмануэля Гофмана (Emanuel Hoffmann-Stiftung). С 2016 года сам музей был переименован — теперь он называется «Kunstmuseum Basel | Gegenwart», чтобы должно подчеркнуть единство базельской коллекции.
Первоначально музей был основан на собрании итальянского коллекционера произведений искусства Джузеппе Панца ди Бьюмо (Giuseppe Panza di Biumo), который в середине 1970-х годов предложил Базелю выставить многие из принадлежавших ему современных работ — если для этого будут найдены подходящие помещения. В результате музей современного искусства разместился в базельской районе (Basel-St. Alban): параллельно с комплексной и масштабной реконструкцией всего квартала, проходившей в период с 1978 по 1979 год, фонд Кристофа Мериана (Christoph Merian Stiftung) перестроил и дополнил здание бывшей бумажной фабрики — проект был создан базельской архитектурной фирмой «Steib + Steib». Весь проект в значительной степени финансировался меценатом Майей Захер-Штелин; кантон Базель-Штадт, в свою очередь, внёс земельный участок, а с 1991 года и полностью взял на себя эксплуатационные расходы. В 2005 году здание было капитально отремонтировано.
В музейной коллекции представлено искусство, которое создавалось начиная с 1960-х годов; с 1971 года музей приобретает и произведения видео-арта. В центре внимания собрания находятся работы Йозефа Бойса, Брюса Наумана, Розмари Трокель и Джеффа Уолла — а также и современное американское искусство.